# Qichun

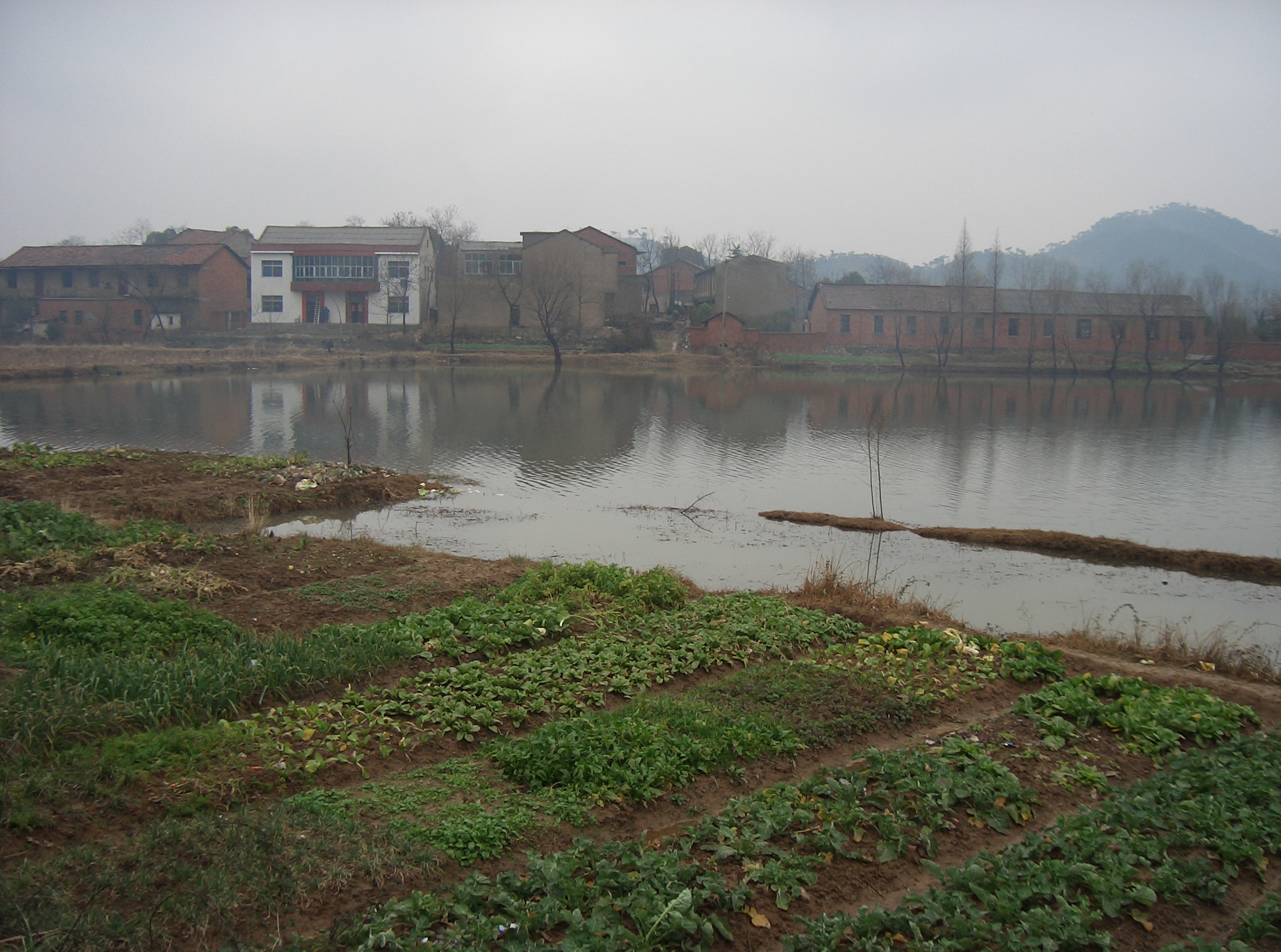
Dorf in Qichun

Der Kreis Qichun (chin. 蕲春县; Pinyin: Qíchūn Xiàn) ist ein Kreis in der chinesischen Provinz Hubei. Er gehört zum Verwaltungsgebiet der bezirksfreien Stadt Huanggang. Sein Verwaltungsgebiet erstreckt sich über eine Fläche von 2.396 km² und er zählt 782.200 Einwohner (Stand: Ende 2019).
Das Grab von Li Shizhen (Li Shizhen mu 李时珍墓) steht seit 1982 auf der Liste der Denkmäler der Volksrepublik China (2-59).